# Acrocercops mantica
Acrocercops mantica är en fjärilsart som beskrevs av Edward Meyrick 1908. Acrocercops mantica ingår i släktet Acrocercops och familjen styltmalar.
Artens utbredningsområde är:
- Hongkong (Kina).
- Nepal.

Inga underarter finns listade i Catalogue of Life.